# جين شورن
جين شورن (بالصينية: 金樹仁) (1879-1941) هو صيني من مجموعة هان الصينية ولد في قانسو، كان حاكمًا لإقليم سنجان شينجيانغ خلفًا لـ يانغ زينغيكن بعدما اغتيل يابغ في عام 1928. حكم جين لمدة نصف عقد من الزمن، وكان عهده يُعرف بالفساد والقمع والاضطراب. وحدثت في عهده العديد من الصراعات العرقية والدينية وأعمال الشغب ضده وضد نظامه، والتي أدت في النهاية إلى سقوط حكمه. اشتدت في عهده الصراعات العرقية بين الأويغور والصينيين. وانتهت فترة حكمه بعدما أُجبر على الفرار إلى الاتحاد السوفياتي. وخلفه شنغ شيكاي. وكان نهاية حكمه بسبب غضب الكومينتانغ عليه عندما قام بتوقيع معاهدة أسلحة مع الاتحاد السوفيتي، مما أثا غضب محموعة هوي بقيادة ما تشونغ يينغ المتحالف مع حزب الكومينتانغ كما أنه قائد  الكتيبة 36 في الجيش الصيني. مما أدى للإطاحة بجين. حيث فر إلى روسيا بعد معركة أورومتشي (1933). وعندما عاد إلى الصين في أكتوبر 1933 تم اعتقاله من قِبل حزب الكومينتانغ، وقُدم إلى المحاكمة في مارس 1935 وحكم عليه بالسجن ثلاث سنوات ونصف. وتم إصدار عفو عنه في 10 أكتوبر 1935، وأفرج عنه من السجن في اليوم التالي.:376